# Dorian Awards 2017
L'8ª edizione dei Dorian Awards si è tenuta nel 2017 a Los Angeles. Durante la cerimonia sono state premiate le migliori produzioni cinematografiche e televisive del 2016.
In seguito sono elencate le categorie. Il relativo vincitore è stato indicato in grassetto

## Cinema

### Film dell'anno
- Moonlight, regia di Barry Jenkins
- Le donne della mia vita (20th Century Women), regia di Mike Mills
- Jackie, regia di Pablo Larraín
- La La Land, regia di Damien Chazelle
- Manchester by the Sea, regia di Kenneth Lonergan

### Film a tematica LGBTQ dell'anno
- Moonlight, regia di Barry Jenkins
- Closet Monster, regia di Stephen Dunn
- Mademoiselle (Ah-ga-ssi), regia di Park Chan-wook
- Other People, regia di Chris Kelly
- Quando hai 17 anni (Quand on a 17 ans), regia di André Téchiné

### Film "campy" dell'anno
- The Dressmaker - Il diavolo è tornato (The Dressmaker), regia di Jocelyn Moorhouse
- Absolutely Fabulous: The Movie, regia di Mandie Fletcher
- Animali notturni (Nocturnal Animals), regia di Tom Ford
- King Cobra, regia di Justin Kelly
- The Neon Demon, regia di Nicolas Winding Refn

### Film più sottovalutato dell'anno
- Christine, regia di Antonio Campos
- American Honey, regia di Andrea Arnold
- Captain Fantastic, regia di Matt Ross
- Other People, regia di Chris Kelly
- Sing Street, regia di John Carney

### Film straniero dell'anno
- Mademoiselle (Ah-ga-ssi), regia di Park Chan-wook • Corea del Sud
- Le cose che verranno (L'avenir), regia di Mia Hansen-Løve • Francia
- Elle, regia di Paul Verhoeven • Francia
- Neruda, regia di Pablo Larraín • Cile
- Vi presento Toni Erdmann (Toni Erdmann), regia di Maren Ade • Germania

### Film documentario dell'anno
- O.J.: Made in America, regia di Ezra Edelman
- I Am Not Your Negro, regia di Raoul Peck
- L'impero del solletico (Tickled), regia di David Farrier e Dylan Reeve
- XIII emendamento (13th), regia di Ava DuVernay
- Weiner, regia di Josh Kriegman e Elyse Steinberg

### Film dall'impatto visivo più forte dell'anno
- La La Land, regia di Damien Chazelle
- Arrival, regia di Denis Villeneuve
- Jackie, regia di Pablo Larraín
- Mademoiselle (Ah-ga-ssi), regia di Park Chan-wook
- Moonlight, regia di Barry Jenkins

### Regista dell'anno
- Barry Jenkins – Moonlight
- Damien Chazelle – La La Land
- Pablo Larraín – Jackie
- Kenneth Lonergan – Manchester by the Sea
- Park Chan-wook – Mademoiselle (Ah-ga-ssi)

### Attore dell'anno
- Mahershala Ali – Moonlight
- Casey Affleck – Manchester by the Sea
- Ryan Gosling – La La Land
- Trevante Rhodes – Moonlight
- Denzel Washington – Barriere (Fences)

### Attrice dell'anno
- Viola Davis – Barriere (Fences)
- Annette Bening – Le donne della mia vita (20th Century Women)
- Isabelle Huppert – Elle
- Natalie Portman – Jackie
- Emma Stone – La La Land

### Sceneggiatura dell'anno
- Barry Jenkins – Moonlight
- Damien Chazelle – La La Land
- Efthymis Filippou e Yorgos Lanthimos – The Lobster
- Kenneth Lonergan – Manchester by the Sea
- Mike Mills – Le donne della mia vita (20th Century Women)

## Televisione

### Serie, miniserie o film tv drammatico dell'anno
- Il caso O. J. Simpson: American Crime Story (The People v. O.J. Simpson)
- Black Mirror
- The Crown
- Stranger Things
- Il Trono di Spade (Game of Thrones)
- Westworld - Dove tutto è concesso (Westworld)

### Serie, miniserie o film tv commedia dell'anno
- Transparent
- Atlanta
- Crazy Ex-Girlfriend
- Insecure
- Veep - Vicepresidente incompetente (Veep)

### Serie, miniserie, film tv o altra trasmissione a tematica LGBTQ dell'anno
- Transparent
- Looking - Il film, regia Andrew Haigh
- Orange Is the New Black
- The Real O'Neals
- RuPaul's Drag Race

### Serie, miniserie, film tv o altra trasmissione "campy" dell'anno
- RuPaul's Drag Race
- Le amiche di mamma (Fuller House)
- Finding Prince Charming
- Hairspray Live!
- The Rocky Horror Picture Show: Let's Do the Time Warp Again
- Scream Queens

### Serie, miniserie, film tv o altra trasmissione più sottovalutata dell'anno
- The Real O'Neals
- Fleabag
- Lady Dynamite
- London Spy
- Please Like Me

### Programma di attualità dell'anno
- Full Frontal with Samantha Bee
- Anderson Cooper 360°
- Last Week Tonight with John Oliver
- The Rachel Maddow Show
- Real Time with Bill Maher

### Attore televisivo dell'anno
- Jeffrey Tambor – Transparent
- Riz Ahmed – The Night Of - Cos'è successo quella notte? (The Night Of)
- Sterling K. Brown – Il caso O. J. Simpson: American Crime Story (The People v. O.J. Simpson)
- Donald Glover – Atlanta
- Courtney B. Vance – Il caso O. J. Simpson: American Crime Story (The People v. O.J. Simpson)

### Attrice televisiva dell'anno
- Sarah Paulson – Il caso O. J. Simpson: American Crime Story (The People v. O.J. Simpson)
- Claire Foy – The Crown
- Julia Louis-Dreyfus – Veep - Vicepresidente incompetente (Veep)
- Thandie Newton – Westworld - Dove tutto è concesso (Westworld)
- Winona Ryder – Stranger Things

### Performance musicale televisiva dell'anno
- Kate McKinnon con Hallelujah – Saturday Night Live
- Beyoncé con Lemonade – 33ª edizione degli MTV Video Music Awards
- Kelly Clarkson con Piece by Piece – American Idol
- Jennifer Hudson con I Know Where I've Been – Hairspray Live!
- Lady Gaga con Til It Happens to You – 88ª edizione dei Premi Oscar

## Altri premi

### Stella emergente ("We're Wilde About You!" Rising Star Award)
- Trevante Rhodes
- Millie Bobby Brown
- Lucas Hedges
- Connor Jessup
- Ruth Negga

### Spirito selvaggio dell'anno (Wilde Wit of the year Award)
- Carrie Fisher
- Samantha Bee
- Bill Maher
- Kate McKinnon
- John Oliver

### Artista dell'anno (Wilde Artist of the year Award)
- Kate McKinnon (ex aequo)
- Lin-Manuel Miranda (ex aequo)
- Beyoncé
- Viola Davis
- Barry Jenkins

### Timeless Award
- John Waters